# Zespół Mowata-Wilson

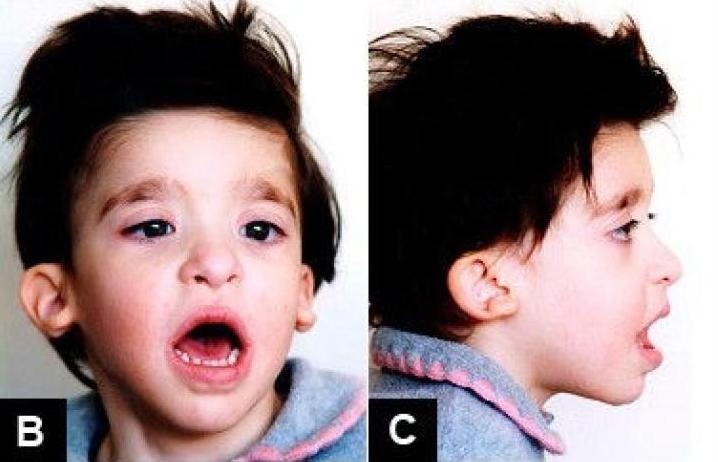
Pacjent z zespołem Mowata-Wilsona w wieku 3 lat i 5 miesięcy.

Zespół Mowata-Wilson (ang. Mowat-Wilson syndrome, MWS) – rzadki zespół wad wrodzonych, na który składają się specyficzna dysmorfia twarzy (szerokie i wydatne czoło, duże brwi, skąpe w części środkowej i rozrośnięte na boki, hiperteloryzm oczny, głęboko osadzone i duże oczy, duże małżowiny uszne, siodełkowaty nos z zaokrąglonym koniuszkiem, wydatna kolumienka nosa, otwarte usta, M-kształtna górna warga, częste uśmiechanie się, wydatny, zaostrzony i wąski podbródek, średnie do ciężkiego upośledzenie umysłowe, padaczka i wady wrodzone narządów wewnętrznych, takie jak choroba Hirschsprunga, spodziectwo, agenezja ciała modzelowatego, wady serca i narządu wzroku. Chorobę opisali Mowat, Wilson i wsp. w 1998 roku; do tej pory postawiono rozpoznanie zespołu u 171 pacjentów. Przypuszczalnie choroba jest niedodiagnozowana. Chorobę wywołują mutacje punktowe lub delecje w jednym z alleli genu ZEB2 kodującego białko Zinc finger E-box-binding homeobox 2 (wcześniej gen określano jako ZFHX1B albo SIP1). Prawdopodobnie objawy spowodowane są haploinsuficjencją genu. Większość przypadków jest sporadyczna; istnieją pojedyncze doniesienia o MWS u dwojga rodzeństwa.

## Objawy i przebieg
Częstość najczęstszych cech fenotypowych zespołu Mowata-Wilson u pacjentów z mutacjami ZEB2:
- charakterystyczna dysmorfia twarzy (Gestalt) - 97%
- opóźnienie umysłowe (średnie lub ciężkie) - 100%
- mikrocefalia - 81%
- drgawki - 73%
- choroba Hirschsprunga - 57%
- zaparcia - 26%
- wady serca - 52%
- wady układu moczowo-płciowego - 51%
- spodziectwo - 52%
- wnętrostwo - 36%
- wady nerek - 12,8%
- niskorosłość - 46%
- hipoplazja lub agenezja ciała modzelowatego - 43%
- zwężenie odźwiernika - 4,7%
- wrodzone wady narządu wzroku - 4,1%
- rozszczep podniebienia - 2,9%.